# Symphlebia haxaiei
Symphlebia haxaiei là một loài bướm đêm thuộc phân họ Arctiinae, họ Erebidae.